# No. 6
No. 6 è una serie di 9 romanzi scritti da Atsuko Asano e pubblicati da Kōdansha dal 2003 al 2011. Un adattamento manga, disegnato da Hinoki Kino è stato pubblicato da gennaio 2011 a novembre 2013 su Aria. Infine, la versione televisiva animata in 11 episodi è stata trasmessa da Fuji TV nel contenitore noitaminA dal luglio 2011 a settembre 2011.

## Trama
La storia si svolge nel 2013: dopo una grande guerra che ha devastato il mondo, l'umanità si è rifugiata in sei grandi città stato. Nella città ideale e perfetta (ma dove la sorveglianza e il controllo delle autorità è assoluta) conosciuta come "No. 6" vive Shion, un ragazzo di 12 anni cresciuto fino ad allora in un ambiente privilegiato e d'élite, grazie ai suoi brillanti risultati accademici. Nella notte del suo dodicesimo compleanno la vita di Shion cambia radicalmente, quando si trova ad ospitare e dar rifugio ad un altro ragazzo della sua stessa età, Nezumi, fuggito da un laboratorio di ricerca.
Dopo una notte trascorsa insieme, la mattina successiva Nezumi scompare nel nulla, senza lasciare la benché minima traccia. Per aver aiutato il fuggiasco, Shion e la sua famiglia vengono incolpati e privati dei loro privilegi.
Quattro anni dopo, Shion viene coinvolto in una serie di incidenti inspiegabili che sembrano accadere attorno a lui: una mortale infezione causata inizialmente da alcune sconosciute api parassite fa invecchiare e decomporre con velocità le vittime colpite.
Un collega di lavoro di Shion risulta essere una delle vittime e lo stesso ragazzo viene arrestato perché sospettato d'omicidio e di aver infranto le regole delle città: mentre il giovane sta per esser trasferito all'istituto di pena, Nezumi compare e lo salva. Assieme, i due cominciano a scoprire così la verità che si cela dietro l'apparente superficie di perfezione della cosiddetta città ideale.

## Personaggi
Shion
Doppiato da Yūki Kaji
Un ragazzo intelligente ed idealista che fa parte, nonostante l'ancor giovanissima età, del gruppo speciale composto dagli studenti più dotati della sua generazione: il suo sogno è quello di specializzarsi in Ecologia, questo almeno fino all'incontro fatale con Nezumi al suo dodicesimo compleanno. Anche se sapeva che Nezumi era un fuggitivo ricercato, ha curato la pallottola ferita al braccio (o la spalla per l'adattamento manga), gli ha dato da mangiare, e lo ha ospitato per la notte nella sua stanza. A seguito di un'indagine di polizia, è stato punito per aver aiutato un fuggitivo noto ed è stato spogliato del suo status di élite nella loro società basata sulle caste. Lui e sua madre sono stati costretti a trasferirsi dalla loro casa d'élite da Kronos a Lost Town e a lui non fu più dato il permesso di entrare nel Curriculum speciale. Quattro anni più tardi, Shion, ora sedicenne, lavora per la manutenzione del parco di No.6 dove controlla i robot di gestione dei rifiuti. Un giorno, Shion e il suo collega scoprono il corpo di un apparentemente vecchio uomo nel parco. Quando la morte dell'uomo non è riportato nelle notizie, e Shion scopre che il corpo apparteneva a un uomo solo 31 anni, diventa sospettoso del governo. Shion fa da testimone alla morte del collega a causa di una vespa emersa dal collo. Viene arrestato con la pretesa di essere sospettato di aver ucciso il suo collega. Nezumi lo salva dalle autorità e lo porta al West Block, i bassifondi fuori dalla città. Shion quasi sul punto di morire a causa dell'infezione di una vespa parassita, Nezumi lo salva per la seconda volta, anche se l'aspetto di Shion muta (capelli bianchi e una cicatrice che assomiglia ad un serpente rosso che va dalla sua caviglia al collo). Più avanti nella storia, lavora part-time per Inukashi. È amico d'infanzia di Safu, e man mano nella storia si percepiscono i suoi cambiamenti psicologici per cercare di venire a patti con la brutalità di fondo del mondo in cui vive, pur mantenendo però la sua umanità.
Nezumi
Doppiato da Yoshimasa Hosoya
Nezumi è un ragazzo cinico e intelligente di circa 16 anni di età con un passato oscuro. Quattro anni fa, sulla sua corsa disperata dalla polizia di No.6, per caso ha trovato una casa con una finestra aperta ed entrò. Ferito e bagnato, ha incontrato Shion, un ragazzo più o meno della sua età. Nezumi è rimasto scioccato quando Shion, nonostante la comprensione del pericolo di lui e la mancanza di potenziale ricompensa, ha curato la ferita e lo ha ospitato per la notte. Il giorno dopo è fuggito per la sicurezza, e ora vive al di fuori del No.6 nel West Block. Quando viene a sapere che Shion è stato forzatamente trasportato al Penitenziario, rischia la vita per salvarlo. Insieme scappano verso il West Block, dove Nezumi vive da solo e consente Shion a stare con lui. Nezumi solito bazzica da solo e lascia Shion a casa, era un tipo molto solitario che non faceva trasparire le sue emozioni, e Inukashi suggerisce a lui che è cambiato a causa di Shion. Nezumi è un noto attore / attrice sotto il nome d'arte Eve e ha talento nel canto, recitazione e danza. La sua casa è piena fino all'orlo di libri, molti dei quali sono classici. Cita spesso questi libri sul posto (in particolare Macbeth e Faust). Lui è un abile combattente. Egli disprezza la città di No.6, definendolo una "città parassita" e ha passato anni cercando di trovare un modo per distruggerlo. Più avanti nella storia, è emerso che il governo di No.6 perpetrato nel genocidio del suo popolo e della sua famiglia ed è unico sopravvissuto del suo villaggio, "Il Popolo Della Foresta". Sebbene tratti in modo brusco Shion, è molto contraddittorio su ciò che dice e ciò che fa, infatti ci tiene tantissimo, anche se poi si rende conto che Shion lo spaventa, così decide di separarsi da lui perché vuole che resti lo Shion che tanto ama.
Inukashi
Doppiato da Kei Shindou
Uno/a dei residenti del West Block esterno del No. 6. Inukashi gestisce un albergo fatiscente e affitta molti cani come stufe durante l'inverno. Inukashi ha un certo numero di aziende ombrosi, tra cui la raccolta di oggetti da vendere da un contatto nel Penitenziario di No.6. Inukashi è stato/a allevato/a da un cane che chiama Madre, e si preoccupa profondamente per i cani sotto la sua cura. Inukashi ha un rapporto singolare con Nezumi, che può essere in generale riassunto come compravendita di informazioni; tuttavia a volte chiede al ragazzo di cantare per i suoi cani quando muoiono per alleviare le loro sofferenze. Nel cordo della storia si affeziona molto a Shion.
Il suo genere non è espresso in nessuno dei tre adattamenti. Gli altri personaggi si riferiscono a lei/lui con pronomi maschili e così fa Inukashi nell'originale giapponese. Nell'anime e nella light novel Shion si accorge, abbracciando Inukashi, del lieve rigonfiamento dei suoi seni ma, in entrambe le versioni, non fa domande. L'autore non specifica quindi il genere con il quale Inukashi si identifichi o se, in generale, voglia identificarsi.
Safu
Doppiata da Kiyono Yasuno
Amica d'infanzia di Shion e residente nella città No. 6. Anche lei è un genio bambino e la sua specializzazione è la neurobiologia; all'inizio della serie va a studiare all'estero, nella città No. 5. Ma prima di andarsene chiede a Shion di copulare con lei ma Shion si rifiuta, dicendo che ha sempre pensato a lei come ad un'amica, e di aspettare due anni per farlo. Dopo la morte della nonna, lei torna a No.6. Comincia a dubitare che No.6 è in realtà l'utopia è stata portata a credere. Più avanti nella storia che viene rapita dalle autorità e portata al Penitenziario per essere utilizzata come un campione per esperimenti umani della città.
Karan
Doppiata da Rei Sakuma
La madre di Shion. Quattro anni fa, lei e Shion sono stati inviati a vivere in Lost Town, dove ha aperto una panetteria. Quando Shion è stato dichiarato dalle autorità colpevole per il reato di omicidio, cade nella disperazione. Tuttavia, lei viene a sapere della fuga di Shion al West Block attraverso la corrispondenza con Nezumi, che è in grado di inviare messaggi brevi e sorpassare la sorveglianza della città con i suoi topi. Nonostante la sua preoccupazione per il figlio, lei è determinata a continua con la sua vita, aggrappandosi alla convinzione che lei e suo figlio un giorno si riuniranno.
Rikiga
Doppiato da Masaki Terasoma
Uno dei residenti del West Block, è un ex giornalista che ora dirige con notevole successo una rivista pornografica dietro alla quale è attivo anche un servizio di prostituzione e sfruttamento di giovani donne che gli permette di vivere una vita di lusso. In passato era innamorato di Karan ed ora ha un debole per suo figlio.
Lui è un fan di Eve, nome d'arte di Nezumi, ma è meno caritatevole verso Nezumi stesso, che lo tratta con disprezzo aperto.
Rou
In passato era uno dei fondatori di No.6, ma poi venne cacciato, nell'anime si vede rifugiato insieme alle altre persone cacciate da No. 6 in un cratere, mentre nel manga in una parte del Penitenziario. È anche colui che ha dato il nome a Nezumi.

## Episodi anime
| Nº | Titolo italiano Giapponese 「Kanji」 - Rōmaji                                            | In onda           | In onda |
| Nº | Titolo italiano Giapponese 「Kanji」 - Rōmaji                                            | Giapponese        |         |
| 1  | Ratto bagnato fradicio 「びしょぬれネズミ」 - Bishonure nezumi                           | 8 luglio 2011     |         |
| 2  | Una città avvolta dalla luce 「光まとう街」 - Hikari matō machi                          | 14 luglio 2011    |         |
| 3  | Vita e morte 「生と死と」 - Sei to shi to                                                | 21 luglio 2011    |         |
| 4  | Bene e male 「魔と聖」 - Ma to sei                                                       | 28 luglio 2011    |         |
| 5  | Angelo della morte 「冥府の天使」 - Meifu no tenshi                                      | 4 agosto 2011     |         |
| 6  | Pericolo nascosto 「密やかな危機」 - Hisoyakana kiki                                     | 11 agosto 2011    |         |
| 7  | Bugie vere - Verità vuote 「真実の嘘・虚構の真実」 - Shinjitsu no uso kyokō no shinjitsu | 18 agosto 2011    |         |
| 8  | La ragione 「そのわけは…」 - Sono wake wa…                                               | 25 agosto 2011    |         |
| 9  | Palcoscenico di una tragedia 「災厄の舞台」 - Saiyaku no butai                           | 1º settembre 2011 |         |
| 10 | Ciò che giace nell'abisso 「奈落にあるもの」 - Naraku ni aru mono                        | 8 settembre 2011  |         |
| 11 | Dimmi la verità 「伝えてくれ、ありのままを」 - Tsutaete kure, arinomama o                | 15 settembre 2011 |         |

## Manga
L'anime si differenzia dal manga in alcune scene ma soprattutto nel finale, sebbene entrambi siano adattamenti della light novel. In generale, l'anime si focalizza maggiormente sulla vita di Shion e Nezumi nel Blocco Ovest, il manga su quello che avviene nella Struttura di Contenimento.
Nell'anime Shion e Nezumi incontrano Rou prima di entrare nella Struttura di Contenimento ed in seguito, dopo la Manhunt, si dirigono direttamente all'interno del penitenziario. Lì trovano Safu ed Eryulias, distruggono la mura che dividevano No.6 dall'esterno e fuggono: Nezumi viene ferito e curato da Shion, al quale poco dopo sparano. Nezumi riesce a trascinare i due fuori dallo stabilimento, ma Shion muore. Eryulias, sotto forma di ape gigante, ridona in un ultimo momento la vita a Shion. I due ragazzi, usciti sotto la luce del sole, si separano, dopo che Nezumi bacia Shion.
Nel manga il finale è più sviluppato ed arriva ad occupare circa la metà di trentacinque capitoli. Dopo la Manhunt due, entrati nel complesso Struttura di Contenimento si fermano in una stanza poco distante per riposarsi, dove Shion osserva, e cerca inutilmente di fermare, la morte di un uomo. I ragazzi in seguito raggiungono un sistema di caverne sotterraneo dove incontrano Rou: l'uomo consegna loro la chiavetta e Nezumi racconta apertamente a Shion la sua infanzia. I due entrano nella vera e propria Struttura di Contenimento solo in seguito. Lì Shion e Nezumi osservano i resti di alcuni "esperimenti" degli scienziati, cavie umane i cui cervelli sono stati utilizzati per studiare Eryulias. Dopo che Shion ha ucciso la guardia, nel manga un personaggio già conosciuto in precedenza, i due incontrano Safu ed Eryulias. Le mura di No.6 non vengono distrutte, solo la Struttura collassa. Quando scappano, Nezumi viene colpito, Shion gli salva la vita, ma non viene ferito. Uscito dal Penitenziario insieme a Rikiga e Inukashi porta subito Nezumi all'ospedale a causa delle ferite da pistola. Lì, mentre Nezumi è sotto cura, Shion esamina la chiavetta USB datagli da Rou. Dopodiché si dirigono al municipio di No.6, e sul balcone dell'edificio Nezumi canta, placando l'ira delle api e incontrando Eryulias, con la quale stringe un patto di dare una seconda possibilità agli umani, dando la responsabilità a Shion di ristrutturare la città. Alla fine entrambi si dirigono da Karan, la quale ringrazia Nezumi di aver protetto Shion e di aver mantenuto la promessa. I due passano la notte addormentati proprio come 4 anni prima e il giorno seguente, Nezumi prosegue la sua strada. Prima però, bacia Shion un'ultima volta, sostenendo che "non si tratta di un addio, ma di una promessa".
Nei capitoli speciali della Light Novel, si racconta anche del padre di Shion che incontra Nezumi dopo il loro addio, e del perché l'abbia abbandonato. Altri due capitoli raccontano i giorni che passeranno i due ragazzi distanti tra loro.

## Colonna sonora
Sigla di apertura
- Spell cantata da Lama

Sigla di chiusura
- Rokutō Sei no Yoru (六等星の夜?) cantata da Aimer